# Zvonko Petričević
Zvonimir Petričević, detto Zvonko (Prizren, 26 luglio 1940 – Zagabria, 20 gennaio 2009), è stato un cestista jugoslavo.

## Carriera
Con la Jugoslavia ha disputato due edizioni dei Giochi olimpici (Roma 1960, Tokyo 1964), i Campionati mondiali del 1963 e tre edizioni dei Campionati europei (1961, 1963, 1965).